# Glenea annuliventris
Glenea annuliventris é uma espécie de escaravelho da família Cerambycidae. Foi descrito por Maurice Pic em 1926.  É conhecida a sua existência em Vietname e Tailândia.